# توم سميث (مدرب خيول)
توم سميث (بالإنجليزية: R. Thomas Smith)‏ هو مدرب خيول أمريكي، ولد في 20 مايو 1878 في جورجيا في الولايات المتحدة، وتوفي في 23 يناير 1957 في غلينديل في الولايات المتحدة.